# Campionat de Catalunya de futbol 1916-1917
La temporada 1916-17 del Campionat de Catalunya de futbol fou la divuitena edició de la competició. Fou disputada la temporada 1916-17 pels principals clubs de futbol de Catalunya.

## Primera Categoria

### Classificació final
| Pos | Equip                | PJ | PG | PE | PP | GF | GC | DG  | Pts | Classificació |
| --- | -------------------- | -- | -- | -- | -- | -- | -- | --- | --- | ------------- |
| 1   | FC Espanya (C)       | 12 | 9  | 1  | 2  | 32 | 10 | +22 | 19  | Campió        |
| 2   | RCD Espanyol         | 12 | 6  | 2  | 4  | 13 | 10 | +3  | 16  | (+2)          |
| 3   | CS Sabadell          | 12 | 5  | 1  | 6  | 14 | 17 | −3  | 13  | (+2)          |
| 4   | Atlètic de Sabadell  | 12 | 4  | 2  | 6  | 10 | 17 | −7  | 12  | (+2)          |
| 5   | FC Barcelona         | 12 | 8  | 2  | 2  | 29 | 11 | +18 | 10  | (-8)          |
| 6   | FC Internacional (O) | 12 | 2  | 3  | 7  | 5  | 17 | −12 | 7   | Promoció      |
| 7   | Universitary SC (R)  | 12 | 2  | 1  | 9  | 10 | 31 | −21 | 7   | Descens (+2)  |

La primera categoria va estar formada per 7 equips. La temporada va estar marcada pel fet que el Barcelona va perdre el títol en favor de l'Espanya per sanció federativa en haver alineat Garchitorena, de nacionalitat filipina, que arribà al club amb documentació falsa. Fou el famós "Cas Garchitorena". Quatre partits del Barça foren anul·lats en favor dels seus rivals. La categoria es reduí a 6 equips, descendint el darrer classificat i disputant la promoció el segon per la cua.

### Resultats finals
- Campió de Catalunya: FC Espanya
- Classificats per Campionat d'Espanya: FC Espanya
- Descensos: Universitari SC
- Ascensos: Cap (no es disputà la promoció d'ascens)

## Segona Categoria
Al campionat de segona categoria de Barcelona hi participaren els equips: FC Badalona, Centre de Sports Martinenc, FC Stadium, Català SC, Universal FC, CE Europa, FC Barcino, CE Júpiter, Agrupació Deportiva Canigó, New Catalonia FBC, Centre de Sports de Sants, FC Martinenc, Andreuenc FC, Iluro SC, FC Terrassa, FC Colònia Güell, CS Manresa, FC Bétulo, FC Santboià, FC Canadiense, Mercantil FC, l'Avenç de l'Sport i Atlètic SC de Sants.
El CE Júpiter va guanyar el Campionat de Barcelona de Segona Categoria en derrotar el CE Manresa per 1 a 0 en el partit decisiu, disputat al camp de la Indústria de Barcelona.
Posteriorment es disputà una segona fase del Campionat de Catalunya de Segona Categoria amb la participació dels campions catalans i balears. A Badalona s'enfrontaren el Reus Deportiu (campió de Tarragona) i l'Ateneu Palafrugellenc (campió de Girona). A Sabadell s'enfrontaren el CE Júpiter (campió de Barcelona) i el guanyador del campionat oficiós de Mallorca, la RS Alfons XIII FC.
| Reus Deportiu | 1-0 | Ateneu Palafrugellenc |
| ------------- | --- | --------------------- |
|               |     |                       |

 Badalona
| RS Alfons XIII FC | 3-2 | CE Júpiter |
| ----------------- | --- | ---------- |
|                   |     |            |

 Sabadell
El Reus Deportiu fou desqualificat per haver alineat un jugador que havia jugat a l'Espanyol durant la temporada. La RS Alfons XIII FC de Palma va vèncer a la final l'Ateneu Palafrugellenc per 3 a 1.
| RS Alfons XIII FC | 3-1 | Ateneu Palafrugellenc |
| ----------------- | --- | --------------------- |
|                   |     |                       |

 Camp del FC Barcelona, Barcelona
La RS Alfons XIII FC renuncià a disputar la promoció enfront del FC Internacional per les dificultats que suposaria disputar el campionat de Catalunya de Primera Categoria la temporada següent.